# Читання права
Читання права — спосіб, у який бажаючі особи опановували фах юриста у країнах загального права, особливо — у Сполучених Штатах, до масового поширення шкіл права. У цьому вжитку, термін стосується саме входу у цю професію (хоча у Англії й досі прийнято казати, що студент університету «читає» курс, стосовно як права, так і будь-якої іншої дисципліни). Читання права включає в себе розширену інтернатуру або стажування під патронатом чи наставництвом досвідченого юриста. У поодиноких юрисдикціях США подібна практика й досі допускається.

## Історія

### Сполучені Штати
За часів Америки як британської колонії, як і Британії у ті ж часи, юридичних університетів не існувало взагалі, аж до заснування Школи права у Лічфілді 1773 р. За кілька років по Американській революції, декотрі університети, такі як Коледж Уільяма і Мері та Університет Пеннсильванії повідкривали «Кафедри права». Однак, після закінчення такої кафедри її слухач міг хіба що так само викладати право, оскільки подібна освіта могла б доповнити, але ніяк не замінити повноцінного стажування у практикуючого адвоката. Навіть після заснування дещиці юридичних університетів (чи «шкіл права»), вони були поодинокими для Сполучених Штатів аж до кінця дев'ятнадцятого століття. Більшість тих, хто поповнював лави професійних юристів, заходили до цієї професії шляхом стажування, що включало в себе період навчання під наглядом досвідченого адвоката. Сюди зазвичай входило читання праць, що вважалися на той час найавторитетнішими в галузі права, таких як Інститути англійського права Едварда Коука, Коментарі до англійського права Уільяма Блекстоуна, та інші подібні тексти.

Академічну незалежність тодішнього студента права наглядно ілюструє наступна порада Авраама Лінкольна молоді, датована 1855 р.:
Якщо Ви абсолютно певні свого рішення стати адвокатом, Ви вже на пів-дорозі до Вашої мети. Я не читав під наглядом чи за участю будь-кого ще. Тому й Ви — просто дістаньте потрібні книги й читайте, вивчаючи достеменно кожне поняття — це й буде найголовнішим. Немає жодного значення, чи перебували Ви у великому місті під час Вашого читання. Я читав у Нью-Салемі, де ніколи не мешкало бодай три сотні людей. Книги, як і Ваша здібність до їх розуміння, однакові в будь-якій місцині. […] Завжди майте на увазі, що Ваша рішучість досягти успіху важливіша за будь-що інше.
Читання права вважалося звичним шляхом набуття адвокатського фаху аж до 1890-х років, коли Американська спілка адвокатів (заснована 1878 р.) почала тиснути на штати з метою обмежити доступ до адвокатури тим особам, що не пройшли кількарічну інстутиційну післядипломну практику. У 1941 р., Джеймс Ф.Бірнз став останнім (8 липня 1941 р.) членом Верховного суду Сполучених Штатів, хто ніколи не навчався у коледжі чи університеті права. Після Бірнза був ще Роберт Г.Джексон, щодо котрого відповідна комісія засідала три дні потому (11 липня 1941 р.) — його також допустили займатися юридичною практикою через процедуру читання; однак, він таки провчився в університеті права, менше року (замість прийнятих трьох-чотирьох років, не закінчивши його).

### Канада
На відміну від своїх американських колег, у Канаді юристи-початківці повинні були отримати певну юридичну освіту, але не обов'язково у вищому навчальному закладі, типу університету права. Згідно з англійською традицією, канадські юристи-початківці отримували відповідну освіту шляхом «переймання права» через іншого юриста. Щоб отримати повний дозвіл на практику, ці юридичні студенти (т. зв. артикльовані клерки) повинні були скласти адвокатський іспит і бути офіційно допущеними до практики. 
Переймання права для вивчення на юриста також практикувалося в Онтаріо аж до 1949 р. Особи, що навчалися, не повинні були відвідувати університету, але їм рекомендувалося піти в підмайстри чи артикулянти до практикуючого адвоката. Зміни, що відбулися наприкінці 1940-х років, поклали край подібній практиці.
У Квебеці, цивільне законодавство вимагало формальної юридичної освіти; а у Новій Скотії, на адвокатів вчилися в університеті.

## Сучасна практика
Незначна кількість юрисдикцій все ще дозволяють це. У штатах Каліфорнія, Вермонт, Вірджинія,  та Уошинґтон, прохач, що не навчався у юридичному університеті, має право скласти адвокатський іспит після «читання права» під наставництвом судді чи практикуючого адвоката, що відбувалося упродовж тривалого часу. Деталі відповідних правил також відрізняються; так, у Вірджинії забороняється, щоб така особа була найнята за плату адвокатом-наставником, тоді як у Уошинґтоні це навпаки — вимагається. Штат Нью-Йорк вимагає, аби прохачі, що «читали право», провчилися бодай один рік в юридичному університеті а у штаті Мен вимагається, щоб заявники провчилися хоча б дві третини від повної тривалості дипломного навчання. Таких іноді називають сільськими юристами чи практикуючими у сільській місцевості юристами. 2013-го року 60 осіб стало адвокатами через цю процедуру, тоді як кількість їхніх колег, що того ж року приєдналися до професії шляхом закінцення юридичного ВНЗ, склала 84000.